# Asociación Argentina de Golf
La Asociación Argentina de Golf (AAG) fue creada el 3 de septiembre de 1926 en una reunión en el Jockey Club de Buenos Aires en el que asistieron representantes de 15 clubes.
Actualmente la Asociación cuenta con dos sedes: una (la Sede central) en la Avenida Corrientes en la ciudad de Buenos Aires y otra situada en Pilar GC, kilómetro 65 de la Ruta 8.

## Organización
- Presidente: Pablo Lozada
- Vicepresidente: Paul Feeney
- Vicepresidente Segundo: Luis Caucino

## Reseña histórica
Los pioneros en asociarse (el mismo día de su creación) fueron los siguientes quince clubes: G. C. Argentino, San Andrés G. C., Lomas G. C., San Isidro G. C., Hurlingham Club, Rosario G. C., Mar del Plata G. C., Ituzaingo G. C., Club del Progreso (hoy Ranelagh G. C.), Club Atlético Ferrocarril Pacífico (hoy G. C. Gral. San Martín), Swift G. C., Club Dep. Central Argentino (hoy Club Dep. F. C. Gral. Mitre, Miguelete), Villa Ana G. C., La Cumbre G. C. y Venado Tuerto Polo A. C. Solamente faltó uno: el Córdoba Golf Club, que, no obstante, se afilió de inmediato, el 4 de febrero de 1927.
Muy pronto la AAG adoptó el código de reglas de St. Andrews, estableció un sistema uniforme de handicap, y adoptó el sistema “standard scratch scores”, evitando así la existencia de canchas defectuosas en lo referido a longitudes.
Actualmente las entidades afiliadas superan las 300. La AAG administra el handicap de alrededor de 45.000 jugadores en todo el país y conduce más de 30 competencias oficiales, entre los que se destacan los campeonatos ya centenarios, como el Argentino de Aficionados y Aficionadas, y los Argentinos de Interclubes en el que participan instituciones afiliadas de distintos lugares del país.
El VISA Open de Argentina (Abierto de la República) se juega desde 1905, es el séptimo campeonato abierto más antiguo del mundo y es el certamen más importante de la AAG. Es parte del calendario actual del PGA TOUR Latinoamérica y otorga a su ganador una plaza en The Open.
Los Campeonatos Argentinos de Aficionados y Aficionadas, los Campeonatos Nacionales por Golpes y el Abierto de Damas son las competencias, junto al VISA Open, más destacadas del calendario. Se suman a ellos los Campeonatos Interclubes, con un formato único en el mundo y que abarca a seis divisiones en el caso de los Caballeros y a tres en Damas. Se juega, además, en sénior, presenior y júnior.

## Campeonatos regionales con el patrocinio de la AAG
También la Asociación Argentina de Golf otorga su patrocinio oficial a cinco campeonatos regionales organizados por los clubes sedes. Esos campeonatos regionales son:
- Abierto del Centro, en el Córdoba Golf Club;
- Abierto del Litoral, en el Rosario Golf Club;
- Abierto del Norte, en el Jockey Club de Tucumán;
- Abierto del Sur, en el Mar del Plata Golf Club;
- Abierto Norpatagónico, en el Club de Golf Palihue.[1]